# Kraštinės miškas
Kraštinės miškas este o arie protejată (sit de importanță comunitară — SCI) din Lituania întinsă pe o suprafață de 69 ha, integral pe uscat.

## Localizare
Centrul sitului Kraštinės miškas este situat la coordonatele 55°49′57″N 21°19′05″E / 55.8326°N 21.318°E.

## Înființare
Situl Kraštinės miškas a fost declarat sit de importanță comunitară în august 2016 pentru a proteja un număr necunoscut de specii din flora spontană și fauna sălbatică aflate în arealul zonei.

## Biodiversitate
Situată în ecoregiunea boreală, aria protejată conține 2 habitate naturale: Păduri caducifoliate de mlaștină fino-scandinave, Păduri de stejar sau de stejar și carpen sub-atlantice și medio-europene de Carpinion betuli.
La baza desemnării sitului se află un număr nedeclarat de specii protejate.